# Annie Cornelia Shaw
Pour les articles homonymes, voir Shaw.
Annie Cornelia Shaw (16 septembre 1852, West Troy - 31 août 1887, Chicago) est une artiste peintre américaine, spécialisée dans les paysages.

## Biographie
Originaire de l'État de New York, Annie Cornelia Shaw grandit à Chicago dans l'Illinois. Elle étudie aux côtés du peintre américain Henry Chapman Ford. En 1873, la peintre est élue artiste associée de la Chicago Academy of Design, devenue l'École de l'Art Institute of Chicago. Elle décède à Chicago en août 1887.

## Carrière artistique
En 1876, Annie Cornelia Shaw présente le tableau Illinois Prairie, lors de l'Exposition du centenaire de Philadelphie. La même année, elle est nommée académicienne par la Chicago Academy of Design et devient la première femme à obtenir ce statut. Professeure d'art respectée, elle compte parmi ses étudiants l'artiste peintre Minerva Josephine Chapman.
Le style de l'artiste est influencé par les peintres de l'école de Barbizon. Elle peint souvent en plein air, voyageant à travers le pays pour capturer les montagnes des Adirondacks, la côte du Maine ou les prairies occidentales.
Ses peintures ont été exposées à la Pennsylvania Academy of the Fine Arts, au Metropolitan Museum of Art et au Boston Museum of Fine Arts. Annie Cornelia Shaw acquiert le statut de membre honoraire de l'Art Institute of Chicago en 1886. Le musée devient propriétaire de deux de ses œuvres dans les années 1890. Ces peintures sont ensuite vendues dans des collections privées.

## Distinctions
- 1876 : Élue académicienne de la Chigago Academy of Design
- 1886 : Membre honoraire du Chicago Art Institute.